# Circonscription de Berrechid
La circonscription de Berrechid est la circonscription législative marocaine de la province de Berrechid située en région Casablanca-Settat. Elle est représentée dans la Xe législature par Mohammed Benjalloul, Said Zaidi et Hassan Oukacha.

## Historique des députations
| Législature | Début de mandat  | Fin de mandat    | Députés | Députés          | Députés | Députés                   | Députés | Députés                | Députés | Députés                   |
| ----------- | ---------------- | ---------------- | ------- | ---------------- | ------- | ------------------------- | ------- | ---------------------- | ------- | ------------------------- |
| IXe         | 26 novembre 2011 | 7 octobre 2016   |         | Saber Kiaf (RNI) |         | Mohamed Bouchnif (PJD)    |         | Elmostafa Jabrane (PI) |         | Noureddine El Baidi (PAM) |
| Xe          | 8 octobre 2016   | 8 septembre 2021 |         | Saber Kiaf (RNI) |         | Mohamed Bouchnif (PJD)    |         | Tarik Kadiri (PI)      |         | Noureddine El Baidi (PAM) |
| XIe         | 9 septembre 2021 | ?                |         | Saber Kiaf (RNI) |         | Mohamed El Bouamri (USFP) |         | Tarik Kadiri (PI)      |         | Noureddine El Baidi (PAM) |

## Historique des élections

### Découpage électoral d'octobre 2011

#### Élections de 2016
| Parti       | Parti                                         | Voix    | %      | Député(s) élus      |  |
| ----------- | --------------------------------------------- | ------- | ------ | ------------------- |  |
|             | Parti de l'Istiqlal (PI)                      | 21 540  | 28,30  | Tarik Kadiri        |  |
|             | Parti de la justice et du développement (PJD) | 15 118  | 19,86  | Mohamed Bouchnif    |  |
|             | Parti authenticité et modernité (PAM)         | 12 865  | 16,90  | Noureddine El Baidi |  |
|             | Rassemblement national des indépendants (RNI) | 10 664  | 14,01  | Saber Kiaf          |  |
|             | Union socialiste des forces populaires (USFP) | 4 655   | 6,12   |                     |  |
|             | Union constitutionnelle (UC)                  | 4 391   | 5,77   |                     |  |
|             | Mouvement populaire (MP)                      | 1 966   | 2,58   |                     |  |
|             | Front des forces démocratiques (FFD)          | 1 408   | 1,85   |                     |  |
|             | Fédération de la gauche démocratique (FGD)    | 941     | 1,24   |                     |  |
|             | Parti de la renaissance et de la vertu (PRV)  | 822     | 1,08   |                     |  |
|             | Parti des Néo-Démocrates (PND)                | 468     | 0,61   |                     |  |
|             | Parti du progrès et du socialisme (PPS)       | 463     | 0,61   |                     |  |
|             | Parti de la gauche verte (PGV)                | 311     | 0,41   |                     |  |
|             | Parti Al Ahd Addimocrati (AHD)                | 216     | 0,28   |                     |  |
|             | Mouvement démocratique et social (MDS)        | 196     | 0,26   |                     |  |
|             | Parti démocrate national (PDN)                | 100     | 0,13   |                     |  |
|             |                                               |         |        |                     |  |
| Inscrits    | Inscrits                                      | 166 028 | 100,00 |                     |  |
| Abstentions | Abstentions                                   | 89 904  | 54,15  |                     |  |
| Exprimés    | Exprimés                                      | 76 124  | 45,85  |                     |  |

#### Élections de 2021
| Parti       | Parti                                                       | Voix    | %      | Député(s) élus      |  |
| ----------- | ----------------------------------------------------------- | ------- | ------ | ------------------- |  |
|             | Parti de l'Istiqlal (PI)                                    | 43 744  | 33,18  | Tarik Kadiri        |  |
|             | Rassemblement national des indépendants (RNI)               | 38 879  | 29,49  | Saber Kiaf          |  |
|             | Parti authenticité et modernité (PAM)                       | 20 161  | 15,29  | Noureddine El Baidi |  |
|             | Union socialiste des forces populaires (USFP)               | 14 748  | 11,19  | Mohamed El Bouamri  |  |
|             | Parti de la justice et du développement (PJD)               | 5 153   | 3,91   |                     |  |
|             | Mouvement populaire (MP)                                    | 2 996   | 2,27   |                     |  |
|             | Union constitutionnelle (UC)                                | 1 477   | 1,12   |                     |  |
|             | Parti du progrès et du socialisme (PPS)                     | 1 227   | 0,93   |                     |  |
|             | Parti de la renaissance et de la vertu (PRV)                | 1 126   | 0,85   |                     |  |
|             | Alliance de la fédération de gauche (AFG)                   | 897     | 0,68   |                     |  |
|             | Parti des Néo-Démocrates (PND)                              | 409     | 0,31   |                     |  |
|             | Parti socialiste unifié (PSU)                               | 360     | 0,27   |                     |  |
|             | Parti marocain libéral (PML)                                | 196     | 0,15   |                     |  |
|             | Parti de l'Espoir (PE)                                      | 189     | 0,14   |                     |  |
|             | Parti de l'environnement et du développement durable (PEDD) | 132     | 0,10   |                     |  |
|             | Parti vert marocain (PVM)                                   | 73      | 0,06   |                     |  |
|             | Parti du centre social (PCS)                                | 53      | 0,04   |                     |  |
|             |                                                             |         |        |                     |  |
| Inscrits    | Inscrits                                                    | 212 579 | 100,00 |                     |  |
| Abstentions | Abstentions                                                 | 80 759  | 37,99  |                     |  |
| Exprimés    | Exprimés                                                    | 131 820 | 62,01  |                     |  |